# 埃里克·米勒 (1974年)
埃里克·米勒（英語：Erik Miller，1974年3月6日—），美国男子赛艇运动员。他曾代表美国参加世界赛艇锦标赛，获得一枚金牌和二枚铜牌，均来自男子轻量级八人单桨有舵手项目。